# Gran Premio motociclistico della Repubblica Ceca 2016
Il Gran Premio motociclistico della Repubblica Ceca 2016 è stato l'undicesima prova del motomondiale del 2016. Questa è la 24ª edizione di questo GP con questa denominazione.
Nelle gare delle tre classi le vittorie sono state di: Cal Crutchlow in MotoGP, Jonas Folger in Moto2 e John McPhee in Moto3. Per Crutchlow si tratta della prima vittoria nel contesto del motomondiale (prima di questa aveva vinto gare nel mondiale Superbike e nel mondiale Supersport), mentre per McPhee è la prima vittoria iridata della sua carriera.
La vittoria di Crutchlow è anche la prima vittoria di un pilota di nazionalità britannica in MotoGP; inoltre era da 35 anni che un pilota di tale nazionalità non vinceva una gara della classe regina del motomondiale, da quando Barry Sheene vinse il Gran Premio di Svezia 1981.

## MotoGP
Nella gara della classe MotoGP, svoltasi in condizioni di pista bagnata, a vincere è stato Cal Crutchlow, per il pilota del team LCR Honda si tratta della prima vittoria nel motomondiale. Grazie a questa vittoria, un pilota di nazionalità britannica torna a vincere nella classe regina, accadimento che non si verificava dal 1981, da quando Barry Sheene vinse il Gran Premio di Svezia. Salgono sul podio insieme al vincitore, al secondo posto Valentino Rossi, poi Marc Márquez al terzo.
Dopo undici prove, la classifica mondiale vede Márquez confermarsi leader con 197 punti, con Rossi a 144 e Jorge Lorenzo terzo con 138 punti (17º posto per il pilota spagnolo, che viene costretto ad una sosta ai box per problemi con l'usura dello pneumatico anteriore).

### Arrivati al traguardo
| Pos. | Nº | Pilota           | Squadra                       | Motocicletta       | Giri | Tempo     | Griglia | Punti |
| ---- | -- | ---------------- | ----------------------------- | ------------------ | ---- | --------- | ------- | ----- |
| 1º   | 35 | Cal Crutchlow    | LCR Honda                     | Honda RC213V       | 22   | 47'44.290 | 10º     | 25    |
| 2º   | 46 | Valentino Rossi  | Movistar Yamaha               | Yamaha YZR-M1      | 22   | +7.298    | 6º      | 20    |
| 3º   | 93 | Marc Márquez     | Repsol Honda                  | Honda RC213V       | 22   | +9.587    | 1º      | 16    |
| 4º   | 76 | Loris Baz        | Avintia Racing                | Ducati Desmosedici | 22   | +12.558   | 17º     | 13    |
| 5º   | 8  | Héctor Barberá   | Avintia Racing                | Ducati Desmosedici | 22   | +13.093   | 5º      | 11    |
| 6º   | 50 | Eugene Laverty   | Pull & Bear Aspar             | Ducati Desmosedici | 22   | +13.812   | 14º     | 10    |
| 7º   | 9  | Danilo Petrucci  | Octo Pramac Yakhnich          | Ducati Desmosedici | 22   | +23.414   | 16º     | 9     |
| 8º   | 29 | Andrea Iannone   | Ducati Team                   | Ducati Desmosedici | 22   | +24.562   | 3º      | 8     |
| 9º   | 25 | Maverick Viñales | Suzuki Ecstar                 | Suzuki GSX-RR      | 22   | +24.581   | 8º      | 7     |
| 10º  | 53 | Esteve Rabat     | Estrella Galicia 0,0 Marc VDS | Honda RC213V       | 22   | +37.131   | 20º     | 6     |
| 11º  | 68 | Yonny Hernández  | Pull & Bear Aspar             | Ducati Desmosedici | 22   | +39.911   | 18º     | 5     |
| 12º  | 26 | Dani Pedrosa     | Repsol Honda                  | Honda RC213V       | 22   | +41.097   | 9º      | 4     |
| 13º  | 44 | Pol Espargaró    | Monster Yamaha Tech 3         | Yamaha YZR-M1      | 22   | +43.202   | 12º     | 3     |
| 14º  | 6  | Stefan Bradl     | Aprilia Racing Team Gresini   | Aprilia RS-GP      | 22   | +45.687   | 15º     | 2     |
| 15º  | 45 | Scott Redding    | Octo Pramac Yakhnich          | Ducati Desmosedici | 22   | +1'02.201 | 13º     | 1     |
| 16º  | 19 | Álvaro Bautista  | Aprilia Racing Team Gresini   | Aprilia RS-GP      | 22   | +1'18.841 | 19º     |       |
| 17º  | 99 | Jorge Lorenzo    | Movistar Yamaha               | Yamaha YZR-M1      | 21   | +1 giro   | 2º      |       |

### Ritirati
| Nº | Pilota           | Squadra               | Motocicletta       | Giri | Griglia |
| -- | ---------------- | --------------------- | ------------------ | ---- | ------- |
| 4  | Andrea Dovizioso | Ducati Team           | Ducati Desmosedici | 15   | 7º      |
| 38 | Bradley Smith    | Monster Yamaha Tech 3 | Yamaha YZR-M1      | 14   | 11º     |
| 41 | Aleix Espargaró  | Suzuki Ecstar         | Suzuki GSX-RR      | 13   | 4º      |

## Moto2
Anche la gara di questa classe si svolge sotto la pioggia, con pista bagnata. In queste condizioni avverse, Jonas Folger del team Dynavolt Intact GP vince la gara, per il pilota tedesco si tratta della prima vittoria stagionale, quinta totale della sua carriera nel motomondiale. Insieme al vincitore, salgono sul podio anche Álex Rins e Sam Lowes, rispettivamente in seconda e terza posizione.
Chiude invece in undicesima posizione Johann Zarco, anche se il pilota francese mantiene il comando della classifica iridata con 181 punti, con Rins secondo a 162, e Lowes terzo a 137.

### Arrivati al traguardo
| Pos. | Nº | Pilota              | Squadra                       | Motocicletta       | Giri | Tempo     | Griglia | Punti |
| ---- | -- | ------------------- | ----------------------------- | ------------------ | ---- | --------- | ------- | ----- |
| 1º   | 94 | Jonas Folger        | Dynavolt Intact GP            | Kalex Moto2        | 20   | 45'30.342 | 7º      | 25    |
| 2º   | 40 | Álex Rins           | Paginas Amarillas HP 40       | Kalex Moto2        | 20   | +5.175    | 6º      | 20    |
| 3º   | 22 | Sam Lowes           | Federal Oil Gresini           | Kalex Moto2        | 20   | +9.021    | 2º      | 16    |
| 4º   | 54 | Mattia Pasini       | Italtrans Racing              | Kalex Moto2        | 20   | +14.763   | 16º     | 13    |
| 5º   | 73 | Álex Márquez        | Estrella Galicia 0,0 Marc VDS | Kalex Moto2        | 20   | +17.959   | 3º      | 11    |
| 6º   | 55 | Hafizh Syahrin      | Petronas Raceline Malaysia    | Kalex Moto2        | 20   | +24.247   | 13º     | 10    |
| 7º   | 52 | Danny Kent          | Leopard Racing                | Kalex Moto2        | 20   | +25.696   | 15º     | 9     |
| 8º   | 21 | Franco Morbidelli   | Estrella Galicia 0,0 Marc VDS | Kalex Moto2        | 20   | +25.916   | 5º      | 8     |
| 9º   | 44 | Miguel Oliveira     | Leopard Racing                | Kalex Moto2        | 20   | +27.199   | 9º      | 7     |
| 10º  | 95 | Anthony West        | Montaze Broz Racing           | Suter MMX2         | 20   | +36.340   | 28º     | 6     |
| 11º  | 5  | Johann Zarco        | Ajo Motorsport                | Kalex Moto2        | 20   | +36.754   | 1º      | 5     |
| 12º  | 97 | Xavi Vierge         | Tech 3 Racing                 | Tech 3 Mistral 610 | 20   | +37.377   | 23º     | 4     |
| 13º  | 60 | Julián Simón        | QMMF Racing                   | Speed Up SF16      | 20   | +37.456   | 18º     | 3     |
| 14º  | 32 | Isaac Viñales       | Tech 3 Racing                 | Tech 3 Mistral 610 | 20   | +37.579   | 26º     | 2     |
| 15º  | 19 | Xavier Siméon       | QMMF Racing                   | Speed Up SF16      | 20   | +37.776   | 24º     | 1     |
| 16º  | 7  | Lorenzo Baldassarri | Forward Team                  | Kalex Moto2        | 20   | +49.011   | 19º     |       |
| 17º  | 77 | Dominique Aegerter  | CarXpert Interwetten          | Kalex Moto2        | 20   | +1'01.767 | 12º     |       |
| 18º  | 23 | Marcel Schrötter    | AGR Team                      | Kalex Moto2        | 20   | +1'08.803 | 10º     |       |
| 19º  | 24 | Simone Corsi        | Speed Up Racing               | Speed Up SF16      | 20   | +1'09.535 | 8º      |       |
| 20º  | 57 | Edgar Pons          | Paginas Amarillas HP 40       | Kalex Moto2        | 20   | +1'09.554 | 22º     |       |
| 21º  | 87 | Remy Gardner        | Tasca Racing                  | Kalex Moto2        | 20   | +1'16.694 | 20º     |       |
| 22º  | 70 | Robin Mulhauser     | CarXpert Interwetten          | Kalex Moto2        | 20   | +1'16.851 | 25º     |       |
| 23º  | 11 | Sandro Cortese      | Dynavolt Intact GP            | Kalex Moto2        | 20   | +1'17.235 | 11º     |       |
| 24º  | 2  | Jesko Raffin        | Sports-Millions-EMWE-SAG      | Kalex Moto2        | 20   | +1'43.708 | 27º     |       |
| 25º  | 14 | Ratthapark Wilairot | Idemitsu Honda Team Asia      | Kalex Moto2        | 19   | +1 giro   | 21º     |       |

### Ritirati
| Nº | Pilota           | Squadra                  | Motocicletta | Giri | Griglia |
| -- | ---------------- | ------------------------ | ------------ | ---- | ------- |
| 30 | Takaaki Nakagami | Idemitsu Honda Team Asia | Kalex Moto2  | 11   | 4º      |
| 10 | Luca Marini      | Forward Team             | Kalex Moto2  | 10   | 17º     |
| 49 | Axel Pons        | AGR Team                 | Kalex Moto2  | 0    | 14º     |

### Non partito
| Nº | Pilota       | Squadra                 | Motocicletta |
| -- | ------------ | ----------------------- | ------------ |
| 12 | Thomas Lüthi | Garage Plus Interwetten | Kalex Moto2  |

## Moto3
Il programma delle gare domenicali si apre con la gara della classe Moto3, svoltasi completamente in condizioni di pista bagnata e sotto la pioggia. A tagliare per primo il traguardo è stato John McPhee, per il pilota britannico si tratta della prima vittoria in carriera nel motomondiale, successo che coincide anche con la prima vittoria nel contesto del motomondiale per la Peugeot (sebbene il costruttore francese partecipa con motociclette Mahindra rimarchiate).
In seconda posizione si classifica Jorge Martín con la Mahindra MGP3O del team Pull & Bear Aspar Mahindra, in questo modo il pilota spagnolo ottiene il primo podio in carriera nel motomondiale. Terza posizione per Fabio Di Giannantonio con la Honda NSF250R del team Gresini Racing.
Nonostante non prenda punti in questa gara a causa di una caduta, Brad Binder mantiene il comando della classifica mondiale con 179 punti, secondo Jorge Navarro con 118 punti (il pilota spagnolo recupera sei punti su Binder, grazie al decimo posto in questa gara), mentre sale al terzo posto della graduatoria Enea Bastianini con 94 punti.

### Arrivati al traguardo
| Pos. | Nº | Pilota                | Squadra                    | Motocicletta   | Giri | Tempo     | Griglia | Punti |
| ---- | -- | --------------------- | -------------------------- | -------------- | ---- | --------- | ------- | ----- |
| 1º   | 17 | John McPhee           | Peugeot MC Saxoprint       | Peugeot MGP3O  | 19   | 45'36.087 | 9º      | 25    |
| 2º   | 88 | Jorge Martín          | Pull & Bear Aspar Mahindra | Mahindra MGP3O | 19   | +8.806    | 3º      | 20    |
| 3º   | 4  | Fabio Di Giannantonio | Gresini Racing             | Honda NSF250R  | 19   | +9.777    | 4º      | 16    |
| 4º   | 33 | Enea Bastianini       | Gresini Racing             | Honda NSF250R  | 19   | +10.654   | 2º      | 13    |
| 5º   | 23 | Niccolò Antonelli     | Ongetta-Rivacold           | Honda NSF250R  | 19   | +13.872   | 10º     | 11    |
| 6º   | 84 | Jakub Kornfeil        | Drive M7 SIC Racing        | Honda NSF250R  | 19   | +15.533   | 8º      | 10    |
| 7º   | 64 | Bo Bendsneyder        | Red Bull KTM Ajo           | KTM RC 250 GP  | 19   | +15.819   | 24º     | 9     |
| 8º   | 36 | Joan Mir              | Leopard Racing             | KTM RC 250 GP  | 19   | +16.289   | 14º     | 8     |
| 9º   | 8  | Nicolò Bulega         | SKY Racing Team VR46       | KTM RC 250 GP  | 19   | +16.473   | 6º      | 7     |
| 10º  | 9  | Jorge Navarro         | Estrella Galicia 0,0       | Honda NSF250R  | 19   | +16.681   | 11º     | 6     |
| 11º  | 95 | Jules Danilo          | Ongetta-Rivacold           | Honda NSF250R  | 19   | +18.198   | 23º     | 5     |
| 12º  | 16 | Andrea Migno          | SKY Racing Team VR46       | KTM RC 250 GP  | 19   | +21.640   | 5º      | 4     |
| 13º  | 24 | Tatsuki Suzuki        | CIP-Unicom Starker         | Mahindra MGP3O | 19   | +31.007   | 25º     | 3     |
| 14º  | 11 | Livio Loi             | RW Racing GP BV            | Honda NSF250R  | 19   | +36.895   | 19º     | 2     |
| 15º  | 65 | Philipp Öttl          | Schedl GP Racing           | KTM RC 250 GP  | 19   | +43.651   | 12º     | 1     |
| 16º  | 98 | Karel Hanika          | Freundenberg Racing        | KTM RC 250 GP  | 19   | +57.814   | 13º     |       |
| 17º  | 19 | Gabriel Rodrigo       | RBA Racing                 | KTM RC 250 GP  | 19   | +1'01.428 | 21º     |       |
| 18º  | 42 | Marcos Ramírez        | Platinum Bay Real Estate   | Mahindra MGP3O | 19   | +1'04.134 | 29º     |       |
| 19ª  | 6  | María Herrera         | MH6 Team                   | KTM RC 250 GP  | 19   | +1'27.585 | 27ª     |       |
| 20º  | 76 | Hiroki Ono            | Honda Team Asia            | Honda NSF250R  | 19   | +1'27.997 | 17º     |       |
| 21º  | 20 | Fabio Quartararo      | Leopard Racing             | KTM RC 250 GP  | 19   | +1'33.942 | 26º     |       |
| 22º  | 3  | Fabio Spiranelli      | CIP-Unicom Starker         | Mahindra MGP3O | 19   | +1'34.610 | 33º     |       |
| 23º  | 58 | Juanfran Guevara      | RBA Racing                 | KTM RC 250 GP  | 19   | +1'34.942 | 15º     |       |
| 24º  | 77 | Lorenzo Petrarca      | 3570 Team Italia           | Mahindra MGP3O | 19   | +2'08.319 | 32º     |       |

### Ritirati
| Nº | Pilota             | Squadra                    | Motocicletta   | Giri | Griglia |
| -- | ------------------ | -------------------------- | -------------- | ---- | ------- |
| 55 | Andrea Locatelli   | Leopard Racing             | KTM RC 250 GP  | 16   | 18º     |
| 41 | Brad Binder        | Red Bull KTM Ajo           | KTM RC 250 GP  | 14   | 1º      |
| 89 | Khairul Idham Pawi | Honda Team Asia            | Honda NSF250R  | 14   | 28º     |
| 43 | Stefano Valtulini  | 3570 Team Italia           | Mahindra MGP3O | 14   | 30º     |
| 40 | Darryn Binder      | Platinum Bay Real Estate   | Mahindra MGP3O | 13   | 22º     |
| 21 | Francesco Bagnaia  | Pull & Bear Aspar Mahindra | Mahindra MGP3O | 12   | 16º     |
| 12 | Albert Arenas      | Peugeot MC Saxoprint       | Peugeot MGP3O  | 11   | 31º     |
| 7  | Adam Norrodin      | Drive M7 SIC Racing        | Honda NSF250R  | 9    | 20º     |
| 44 | Arón Canet         | Estrella Galicia 0,0       | Honda NSF250R  | 8    | 7º      |